# Daniel (Pantelić)
Daniel, imię świeckie Dušan Pantelić (ur. 2 sierpnia 1865 w Kuzminie, zm. 2 stycznia 1927 w Szybeniku) – serbski biskup prawosławny.

## Życiorys
Był synem nauczyciela. Ukończył gimnazjum serbskie w Karłowicach, a następnie studia prawnicze na uniwersytecie w Zagrzebiu. W 1897 uzyskał także dyplom prawosławnego seminarium duchownego w Karłowicach. W tym samym roku złożył wieczyste śluby mnisze, po czym został wyświęcony na diakona. W 1901 został wyświęcony na kapłana, zaś od 1905 był przełożonym monasteru Grgeteg.
25 grudnia 1920 wyświęcony na biskupa biskupa dalmatyńsko-istarskiego. W ceremonii w charakterze konsekratorów udział wzięli patriarcha serbski Dymitr, metropolita skopijski Barnaba i biskup bocko-kotorski Cyryl.
Zmarł w 1927 w Szybeniku i został pochowany w cerkwi Chrystusa Zbawiciela w tym samym mieście.